# Distretto di Chipata
Il distretto di Chipata è un distretto dello Zambia, parte della Provincia Orientale.
Il distretto comprende 22 ward:
- Chikando
- Chingazi
- Chipangali
- Chiparamba
- Dilika
- Kanjala
- Kapata
- Kasenga
- Kazimule
- Khova
- Kwenje
- Makangila
- Makungwa
- Mboza
- Mkowe
- Msandile
- Msanga
- Ng'ongwe
- Nsingo
- Nthope
- Rukuzye
- Sisinje